# Tympanogaster maureenae
Tympanogaster maureenae är en skalbaggsart som beskrevs av Perkins 2006. Tympanogaster maureenae ingår i släktet Tympanogaster och familjen vattenbrynsbaggar. Inga underarter finns listade i Catalogue of Life.